# Pigny
Pigny és un municipi francès, situat al departament de Cher i a la regió de Centre – Vall del Loira. L'any 2007 tenia 743 habitants.

## Demografia

### Població
El 2007 la població de fet de Pigny era de 743 persones. Hi havia 291 famílies, de les quals 44 eren unipersonals (12 homes vivint sols i 32 dones vivint soles), 116 parelles sense fills, 123 parelles amb fills i 8 famílies monoparentals amb fills.
La població ha evolucionat segons el següent gràfic:
Habitants censats

### Habitatges
El 2007 hi havia 310 habitatges, 291 eren l'habitatge principal de la família, 5 eren segones residències i 14 estaven desocupats. 308 eren cases i 2 eren apartaments. Dels 291 habitatges principals, 253 estaven ocupats pels seus propietaris, 37 estaven llogats i ocupats pels llogaters i 1 estava cedit a títol gratuït; 6 tenien dues cambres, 27 en tenien tres, 82 en tenien quatre i 176 en tenien cinc o més. 241 habitatges disposaven pel capbaix d'una plaça de pàrquing. A 88 habitatges hi havia un automòbil i a 191 n'hi havia dos o més.

### Piràmide de població
La piràmide de població per edats i sexe el 2009 era:
| Homes | Edats   | Dones |
| ----- | ------- | ----- |
| 0     | 95 o +  | 0     |
| 0     | 90 a 94 | 0     |
| 0     | 85 a 89 | 4     |
| 0     | 80 a 84 | 12    |
| 8     | 75 a 79 | 4     |
| 12    | 70 a 74 | 4     |
| 20    | 65 a 69 | 12    |
| 12    | 60 a 64 | 8     |
| 20    | 55 a 59 | 16    |
| 48    | 50 a 54 | 56    |
| 40    | 45 a 49 | 28    |
| 36    | 40 a 44 | 36    |
| 20    | 35 a 39 | 24    |
| 12    | 30 a 34 | 28    |
| 32    | 25 a 29 | 16    |
| 24    | 20 a 24 | 16    |
| 32    | 15 a 19 | 28    |
| 16    | 10 a 14 | 48    |
| 16    | 5 a 9   | 20    |
| 16    | 0 a 4   | 8     |

## Economia
El 2007 la població en edat de treballar era de 513 persones, 400 eren actives i 113 eren inactives. De les 400 persones actives 369 estaven ocupades (181 homes i 188 dones) i 31 estaven aturades (8 homes i 23 dones). De les 113 persones inactives 59 estaven jubilades, 35 estaven estudiant i 19 estaven classificades com a «altres inactius».

### Ingressos
El 2009 a Pigny hi havia 313 unitats fiscals que integraven 817,5 persones, la mediana anual d'ingressos fiscals per persona era de 20.651 €.

### Activitats econòmiques
Dels 22 establiments que hi havia el 2007, 6 eren d'empreses de construcció, 8 d'empreses de comerç i reparació d'automòbils, 1 d'una empresa d'hostatgeria i restauració, 1 d'una empresa d'informació i comunicació, 4 d'empreses de serveis i 2 d'empreses classificades com a «altres activitats de serveis».
Dels 5 establiments de servei als particulars que hi havia el 2009, 1 era un guixaire pintor, 2 fusteries, 1 lampisteria i 1 perruqueria.
L'any 2000 a Pigny hi havia 10 explotacions agrícoles que ocupaven un total de 936 hectàrees.

## Equipaments sanitaris i escolars
El 2009 hi havia una escola elemental.

## Poblacions més properes
El següent diagrama mostra les poblacions més properes.